# Holloway Road (metrostation)
Holloway Road is een station van de metro van Londen aan de Piccadilly Line dat op 15 december 1906 werd geopend.

## Geschiedenis
Het station werd tussen 1903 en 1906 gebouwd door de Great Northern, Piccadilly and Brompton Railway naar een ontwerp van Leslie Green. De stationsgebouwen van Green hebben een stationshal op de beganegrond en op de eerste verdieping een machinekamer voor de liften. Ze zijn duidelijk herkenbaar door de bloedrode geglazuurde gevels en de bogen met ramen rond de machinekamer. Ondergronds ontwierp Green voor ieder station een uniek tegelpatroon zodat ze ook voor laaggeletterden herkenbaar zijn. Het station is uitgerust met twee liftkokers, waarvan er een gebruikt werd door liften. De andere koker werd gebruikt voor een experimentele spiraalvormige roltrap, gebouwd door de uitvinder van de roltrap Jesse W. Reno. Het experiment was geen succes en de roltrap is nooit gebruikt door reizigers. In de jaren 90 van de 20e eeuw zijn delen van de roltrap gevonden en naar het London Transport Museum gebracht. De liften komen beneden uit bij een reizigerstunnel vlak boven de perrons op 14 meter diepte. Tot 1 oktober 1915 lag bovengronds het spoorwegstation Holloway and Caledonian Road. In 1994 werd het station op de monumentenlijst gezet.

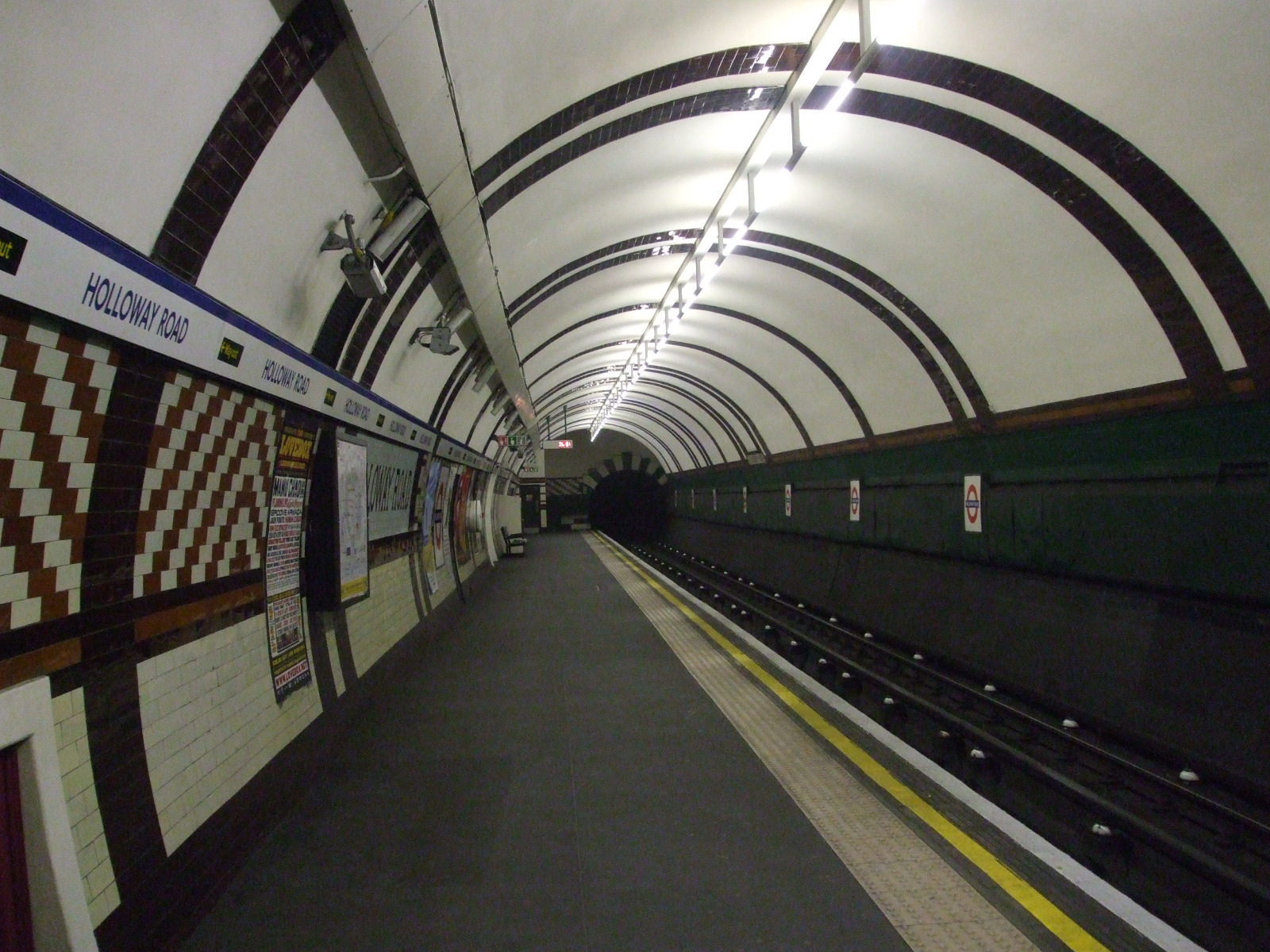
De Piccadilly Line naar het oosten met het tegelpatroon langs het perron.
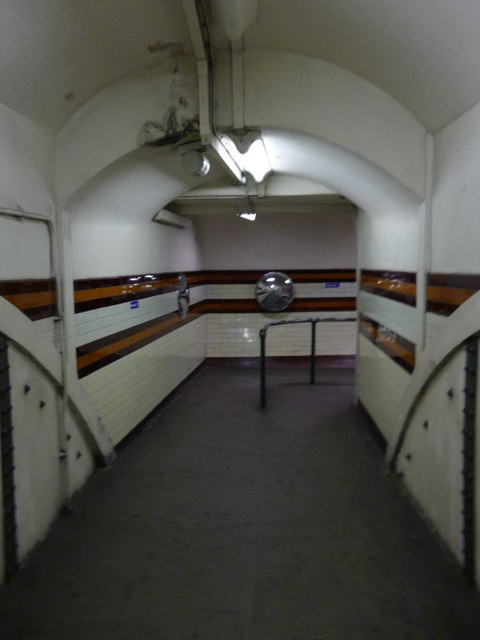
Tussen lift en perron.

## Arsenal
Toen het nieuwe stadion van Arsenal, het Emirates Stadium, gebouwd zou worden werd als voorwaarde voor de bouwvergunning een bedrag van £ 5 miljoen gesteld voor de uitbreiding van het metrostation om de drukte op wedstrijddagen aan te kunnen. Uit latere studies bleek echter dat de toeloop bij wedstrijden zo hoog is dat de liften moesten worden vervangen door roltrappen, wat £ 60 miljoen zou kosten. Hierom werd de verbouwing opgeschort en is het station bij wedstrijden alleen voor uitstappers, bovendien stoppen de metro's in oostelijke richting dan niet bij Holloway Road.

## Groot onderhoud, 2007-2008
In 2007 en 2008 werd groot onderhoud verricht waarbij een nieuwe omroepinstallatie en nieuwe informatieschermen voor de reizigers werden aangebracht. Daarnaast werd inrichting aangepast om het gevoel van veiligheid te verbeteren, zoals een betere verlichting en een forse uitbreiding van het cameratoezicht.

## Fotoarchief
- London's Transport Museum Photographic Archive
  - Spiraalvormige roltrap tijdens de bouw, 1906
  - Onderdelen van de experimentele spiraalvormige roltrap
  - Stationshal, 1927
  - Holloway Road station, 2001